# Michel D'Hooghe (wielrenner)
Michel D'Hooghe (Zele, 3 november 1909 – Lokeren, 11 mei 1940) was een Belgisch wielrenner. 
Hij was prof van 1933 tot 1938 en reed al die tijd voor de Van Hauwaert-wielerploeg. Zijn grootste succes kende hij in 1937 toen hij de Ronde van Vlaanderen won. 
Michel D'Hooge had na zijn carrière een supermarkt in Lokeren. Hij stierf bij het bombardement van Lokeren-station door de  Duitsers in mei 1940. 

## Resultaten in voornaamste wedstrijden
| Jaar | Ronde van Vlaanderen | Luik-Bast.‑Luik |  | WK op de weg |
| ---- | -------------------- | --------------- |  | ------------ |
| 1934 | 16e                  | 19e             |  |              |
| 1936 | 10e                  |                 |  |              |
| 1937 | ↑                    |                 |  | 7e           |